# Lac Nymph
Le lac Nymph, en anglais Nymph Lake, est un lac dans l'État américain du Colorado. Il est situé à une altitude de 2 959 m dans le comté de Larimer et le parc national de Rocky Mountain.